# جان تی هاتن
جان تی هاتن (انگلیسی: John T. Houghton؛ زاده ۳۰ دسامبر ۱۹۳۱ – درگذشته ۱۵ آوریل ۲۰۲۰) سر جان تئودور هاتن، یک فیزیک‌دان در زمینه فیزیک اتمسفر و اهل ولز بود. وی رئیس مشترک گروه کار ارزیابی علمی «هیئت بین‌دولتی تغییراقلیم» بود که جایزه صلح نوبل را در سال ۲۰۰۷ با ال گورکسب کردند. وی سرپرست تهیه سه گزارش اول هیئت بین‌دولتی تغییر اقلیم بود. او استاد فیزیک اتمسفر در دانشگاه آکسفورد، مدیرکل سابق اداره ریاضیات و بنیانگذار مرکز هادلی بود.
جان تی هاتن در ۱۵ آوریل ۲۰۲۰ در سن ۸۸ سالگی بر اثر بیماری کروناویروس ۲۰۱۹ درگذشت.